# Kanton Tarascon-sur-Ariège
Kanton Tarascon-sur-Ariège (francouzsky Canton de Tarascon-sur-Ariège) je francouzský kanton v departementu Ariège v regionu Midi-Pyrénées. Tvoří ho 20 obcí.

## Obce kantonu
- Alliat
- Arignac
- Arnave
- Bédeilhac-et-Aynat
- Bompas
- Capoulet-et-Junac
- Cazenave-Serres-et-Allens
- Génat
- Gourbit
- Lapège
- Mercus-Garrabet
- Miglos
- Niaux
- Ornolac-Ussat-les-Bains
- Quié
- Rabat-les-Trois-Seigneurs
- Saurat
- Surba
- Tarascon-sur-Ariège
- Ussat